# Livie
Livie, de son nom complet Livia Drusilla ou Diva Iulia Augusta à la suite de sa divinisation, née le 30 janvier de l'année -58 ou -59, et morte le 29 septembre 29, est une impératrice romaine. 
Fille du sénateur Marcus Livius Drusus Claudianus, elle est mariée en 43 av. J.-C. à Tiberius Claudius Nero, avec qui elle a deux enfants, Drusus et le futur empereur Tibère. Son second mariage avec Octave consacre l’alliance des Julii et des Claudii : les cinq premiers empereurs romains sont pour cette raison appelés les Julio-Claudiens.
En 27 av. J.-C., Octave est nommé Auguste. Livie fut l'influente confidente d'Auguste tout au long de son règne, et aurait été responsable de la mort de plusieurs membres de la famille impériale.
À la mort d'Auguste, Livie reçoit le titre honorifique d'Augusta.  Elle conserve sous le règne de son fils Tibère une certaine influence en tant que mère de l'empereur. En 41, Claude lui décerne les titres divins. Elle aura symbolisé toute sa vie la vertu de la femme romaine.

## Biographie

### Origines
Livia Drusilla est née le 30 janvier 58 av. J.-C. Elle est la fille de Marcus Livius Drusus Claudianus et d’Alfidia : la gens Claudia appartient à la plus haute aristocratie romaine. 
Elle épouse Tiberius Claudius Nero (lui aussi de la gens Claudia) en 43 av. J.-C., et met au monde son premier fils, Tibère, le 16 novembre 42 av. J.-C. Partisans de Jules César, puis de Marc Antoine, les époux fuient après la victoire de César Octavien à Pérouse (en 40 av. J.-C.), d’abord en Sicile auprès de Sextus Pompée, puis en Grèce, avant de retourner à Rome à l’occasion de la paix de Brindes, signée entre César Octavien et Marc Antoine en 39 av. J.-C.

### Mariage avec César Octavien
De retour à Rome avec son époux, Livie fait la connaissance du triumvir César Octavien, fils adoptif de Jules César, le 23 septembre 39 av. J.-C. Marié à Scribonia depuis une année, Octavien emmène Livie dans sa maison alors que cette dernière est enceinte du second et dernier fils de son premier mariage. Il contraint Tiberius Nero à lui céder Livie. Scribonia, l’épouse d'Octavien, est elle aussi enceinte, et ce n’est qu’après la venue au monde de Iulia (ou Julie) qu'Octavien se sépare d’elle. Quant à la grossesse de Livie, les pontifes n’estiment pas qu’elle constitue un obstacle au mariage, et ce dernier est officialisé le 17 janvier 38 av. J.-C. Drusus, le second fils de Livie et Tiberius Claudius Nero, naît le 11 avril de la même année : à Rome, le mot circule alors que les gens favorisés de la Fortune peuvent avoir un enfant en trois mois.
Ce mariage hâtif a fait couler beaucoup d’encre : est-il le fruit d’un « coup de foudre » ou répond-il à un besoin politique ? Il est utile de rappeler à ce propos que Livie est rattachée à la haute noblesse républicaine, et peut ainsi garantir à César Octavien une alliance politique plus intéressante à cette époque que celle que lui offrait sa précédente épouse Scribonia (parente de Sextus Pompée).

### Livie et Auguste

Livie - Musée Saint-Raymond.

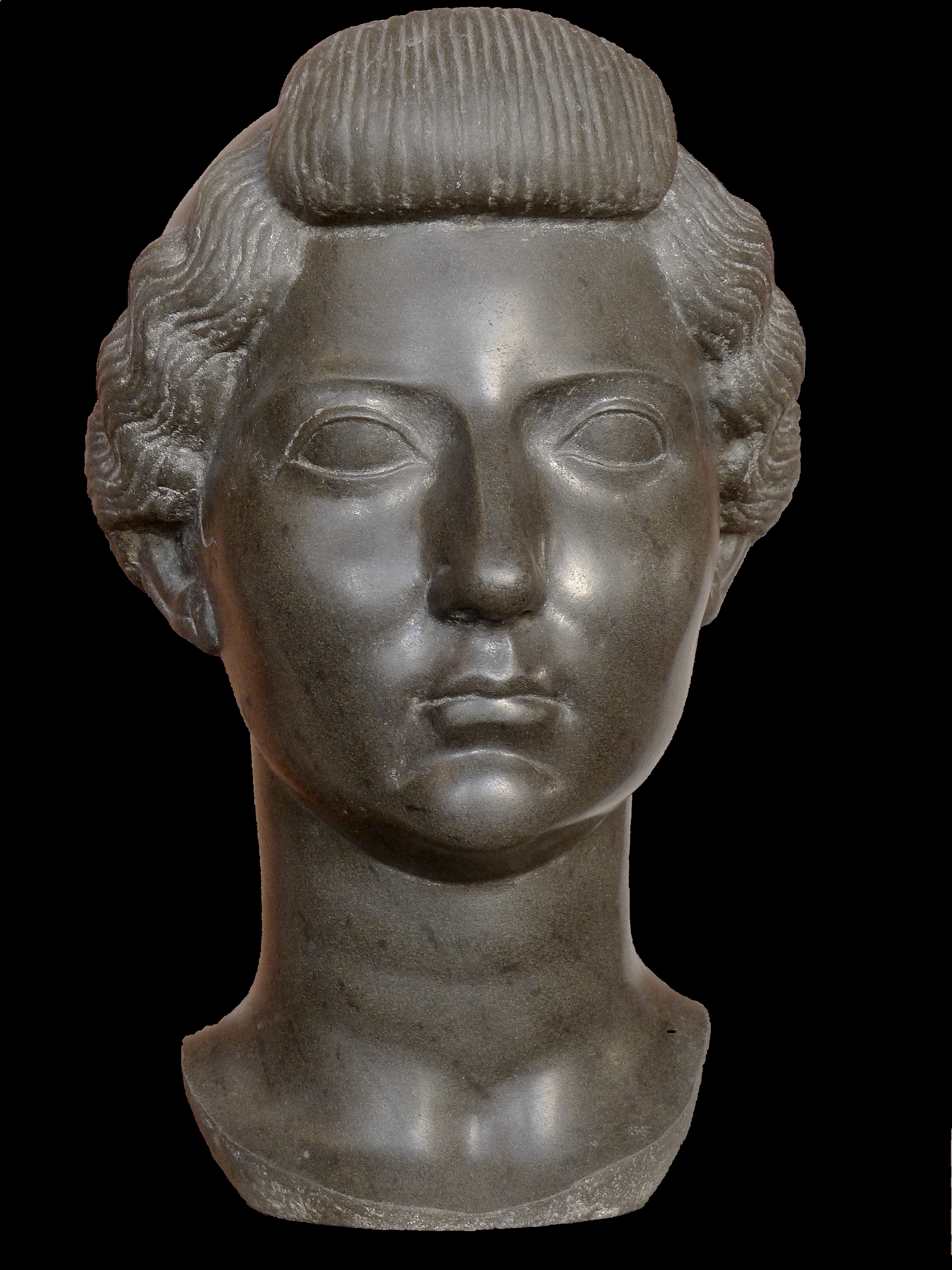
Livia Drusilla, femme de l'empereur Auguste. Basanite, œuvre romaine, vers 31 av. J.-C - Musée du Louvre.

Véritable appui politique et confidente d’Auguste, Livie est systématiquement consultée avant que son mari ne réunisse le consilium principis (le cercle de ses proches conseillers) : Auguste prépare même leurs conversations par écrit. Les époux entretiennent du reste une correspondance au sujet de certaines décisions, que les auteurs antiques ont encore pu consulter et citent partiellement.
Livie tient en outre une place importante dans la propagande impériale : sa maison sert d’exemple pour les ménages romains. Elle représente le retour au mos majorum (les coutumes des ancêtres), prôné par Auguste, comme modèle de la matrone romaine, chaste et vertueuse, confinée dans la sphère domestique, filant la laine et confectionnant les habits portés par sa maisonnée. Son statut d’épouse impériale lui permet également de promouvoir activement cette politique par des actions en faveur des familles et des femmes romaines : c’est ainsi qu’elle dote des filles de familles aristocratiques dans le besoin, organise un banquet pour les épouses des sénateurs à l’occasion du triomphe de Tibère et dédicace le temple de la Fortuna muliebris et l’aedes Concordia, symboles respectivement féminin et matrimonial.
Des honneurs sans précédent lui sont conférés du vivant d’Auguste : en 35 av. J.-C., conjointement avec Octavie (la sœur de César Octavien, alors épouse de Marc Antoine), elle est libérée de la tutelle de son époux, se voit conférer l’inviolabilité (la sacrosanctitas des tribuns de la plèbe) et élever des statues dans des lieux publics. En 9 av. J.-C., à la mort de Drusus, le droit à des statues lui est à nouveau accordé, ainsi que le ius trium liberorum (privilège accordé par Auguste aux femmes ayant mis au monde trois enfants ou plus, leur permettant notamment de disposer de leurs biens).

### La succession d'Auguste
Auguste souhaitait que son héritier descendît de la gens Iulia : ses deux petits-fils (Gaius et Lucius Caesar) ont tous deux été emportés par une mort prématurée. C’est ainsi que le fils aîné de Livie, Tibère, adopté en 4 ap. J.-C., est désigné comme successeur d’Auguste, sur recommandation active de sa mère. À la mort d’Auguste, le 19 août 14 ap. J.-C. à Nola, Livie prend en main la question de la succession : elle verrouille l’accès à la maison de l’empereur et contrôle les informations qui en sortent. Tibère, rappelé d’Illyricum, est proclamé empereur ; Agrippa Postumus, le petit-fils exilé d’Auguste, est tué – sur ordre de Tibère ou de Livie.
Les sources antiques se font l’écho de rumeurs accusant Livie d’avoir empoisonné les différents successeurs potentiels qui faisaient obstacle à la nomination de son fils Tibère, ainsi qu’Auguste lui-même alors qu’il semblait préférer une réconciliation avec son petit-fils Agrippa Postumus. Ces accusations pourraient bien être le fruit de la défiance des anciens à l’égard des femmes de pouvoir et d’un rapprochement abusif avec les agissements, également en partie présumés, d’Agrippine la Jeune.

### Augusta et Tibère

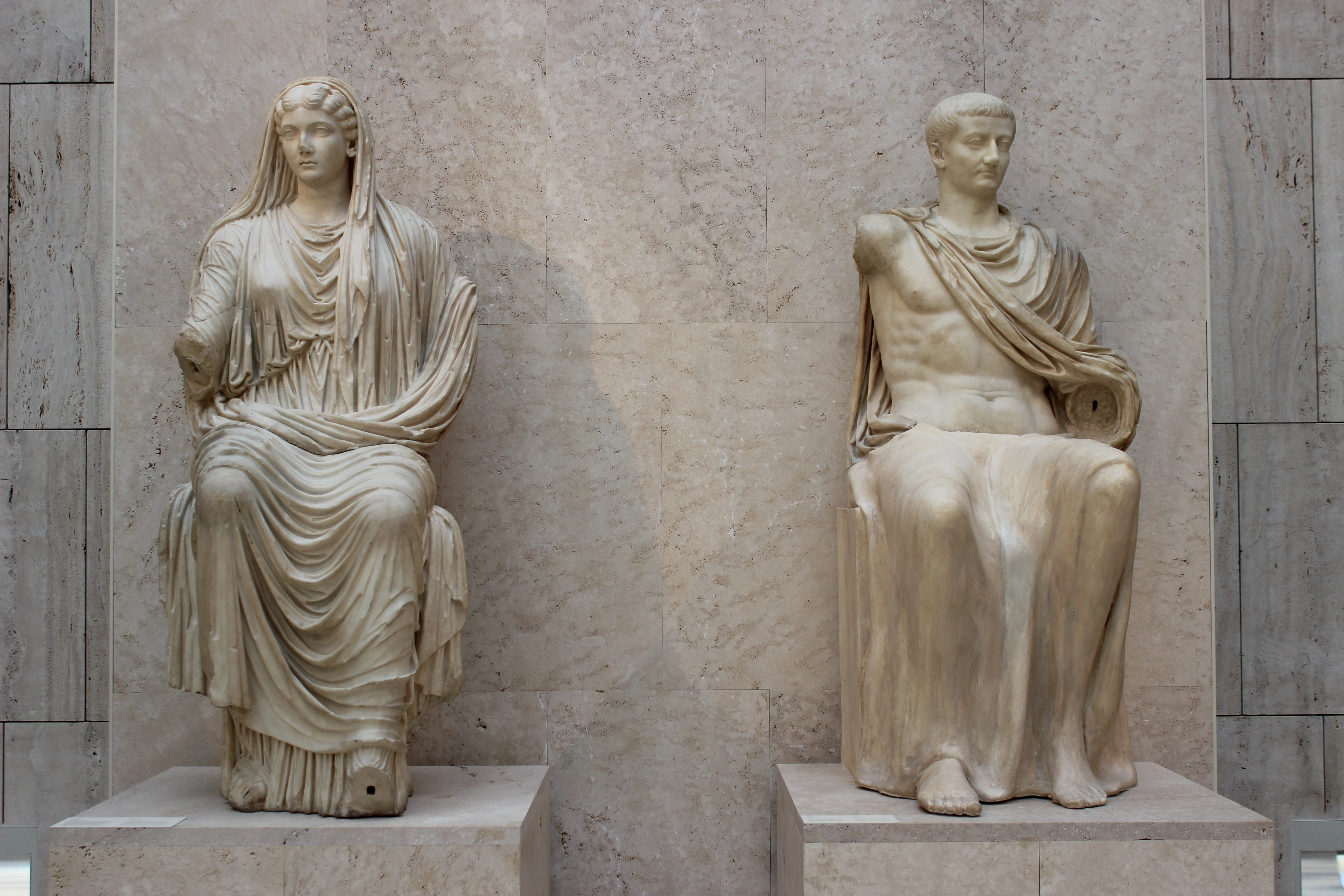
Livie et son fils Tibère, 14-19 après J.C., Paestum, Musée archéologique national de Madrid.

Le 3 ou le 4 septembre 14 ap. J.-C., le testament d’Auguste attribue à Livie le titre d’Augusta ainsi qu’un tiers de la fortune de l’empereur. En l’adoptant comme sa fille, Auguste intègre également son épouse à la gens Iulia : Livie se nomme désormais Iulia Augusta. Le sénat ayant proclamé l’apothéose d’Auguste (son intégration parmi les dieux), Augusta se voit confier la responsabilité du culte de son divin époux. Cette charge officielle lui donne droit à un licteur dans l’exercice de ses fonctions. D’autres honneurs (dont le titre de mater patriae, mère de la patrie), proposés par le sénat, lui sont refusés par Tibère, qui tient à limiter les honneurs décernés à une femme, fût-elle sa mère.
En retrait du vivant d’Auguste, Augusta sort de l’ombre sous le règne de Tibère : elle reçoit des délégations, favorise des carrières, dispense ses amies de comparaître en justice et participe activement au pouvoir (l’en-tête des lettres officielles porte les noms de Tibère et d’Augusta et on écrivait aux deux indifféremment), sans pour autant fréquenter le sénat, les camps militaires ou les assemblées. Elle possède une énorme clientèle. Les auteurs antiques avancent que la retraite de Tibère à Capri dès 26 est due à sa mésentente croissante avec Livie, qui exige une part du pouvoir qu’elle lui a donné.
D’autres honneurs sont décernés à Augusta durant cette période : dès 21, elle apparaît dans les vœux des frères Arvales. En 22, alors qu’elle est gravement malade, le sénat vote des actions de grâce et des jeux pour son rétablissement. En 23, elle bénéficie d’honneurs jusqu’alors réservés aux Vestales : elle prend place parmi ces dernières au théâtre et peut se servir du carpentum (un char couvert à deux roues). En l’absence de Tibère, elle dédicace une statue à Auguste près du théâtre de Marcellus : au grand dam de son fils, l’inscription dédicatoire présente le nom d’Augusta avant celui de l’empereur régnant.
Livie disparaît en 29 à l'âge de 86 ans. Sa dépouille est déposée dans le mausolée d’Auguste, à Rome, en l’absence de Tibère : c’est Caligula qui prononce son éloge funèbre. Le sénat, entre autres honneurs, propose de la diviniser et de lui élever un arc honorifique : Tibère, en plus de détourner ses volontés testamentaires, lui refuse l’apothéose et empêche la construction de l’arc – deux honneurs sans précédent pour une femme. C’est l’empereur Claude qui la divinise, le 17 janvier 42 ap. J.-C., mettant sur un pied d’égalité les deux fondateurs du principat, Divus Augustus et Diva Augusta (Suétone, Vie des douze Césars, Claude, XI).

## Postérité

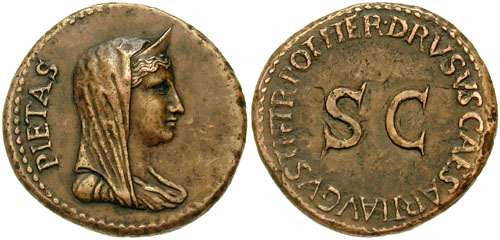
Dupondius dépeignant Livie en Pietas, une des vertus romaines divinisées.

Livie est le modèle de l’épouse impériale. Les honneurs qui lui ont été accordés sont par la suite dispensés aux membres féminins de la maison impériale. Quant au titre d’Augusta, il est d’abord accordé à Agrippine la Jeune à l’occasion de l’adoption de Néron par Claude en 50, puis devient le titre de l’épouse de l’empereur durant le règne de Domitien, dès 81. Livie est aussi l’ancêtre commun par les liens du sang de l’ensemble des empereurs Julio-Claudiens qui ont succédé à son époux : mère de Tibère, bisaïeule de Caligula, aïeule de Claude et trisaïeule de Néron.
Les émissions monétaires et les nombreuses statues retrouvées à travers l’Empire prouvent l’immense popularité de Livie. Quant aux sources littéraires, elles en offrent un portrait contrasté. Tout en lui reconnaissant des qualités, Tacite, Suétone et Dion Cassius la présentent comme une marâtre empoisonneuse et une épouse manipulatrice, « grauis in rem publicam mater, grauis domui Caesarum nouerca » (fatale, comme mère, à la république, plus fatale, comme marâtre, à la maison des Césars), alors que Velleius Paterculus, courtisan de Tibère, en fait un touchant éloge funèbre : « eminentissima et per omnia deis quam hominibus similior foemina, cuius potentiam nemo sensit nisi aut leuatione periculi aut accessione dignitatis » (une femme si remarquable et en tout plus semblable aux dieux qu’aux hommes, dont personne n’éprouva le pouvoir sinon par la suppression d’un danger ou l’accroissement de la dignité). Il faut attendre la fin du XXe siècle pour que des chercheurs s’intéressent à rendre une image plus objective de Livie.

## Représentations de Livie dans la culture

### Cinéma et télévision

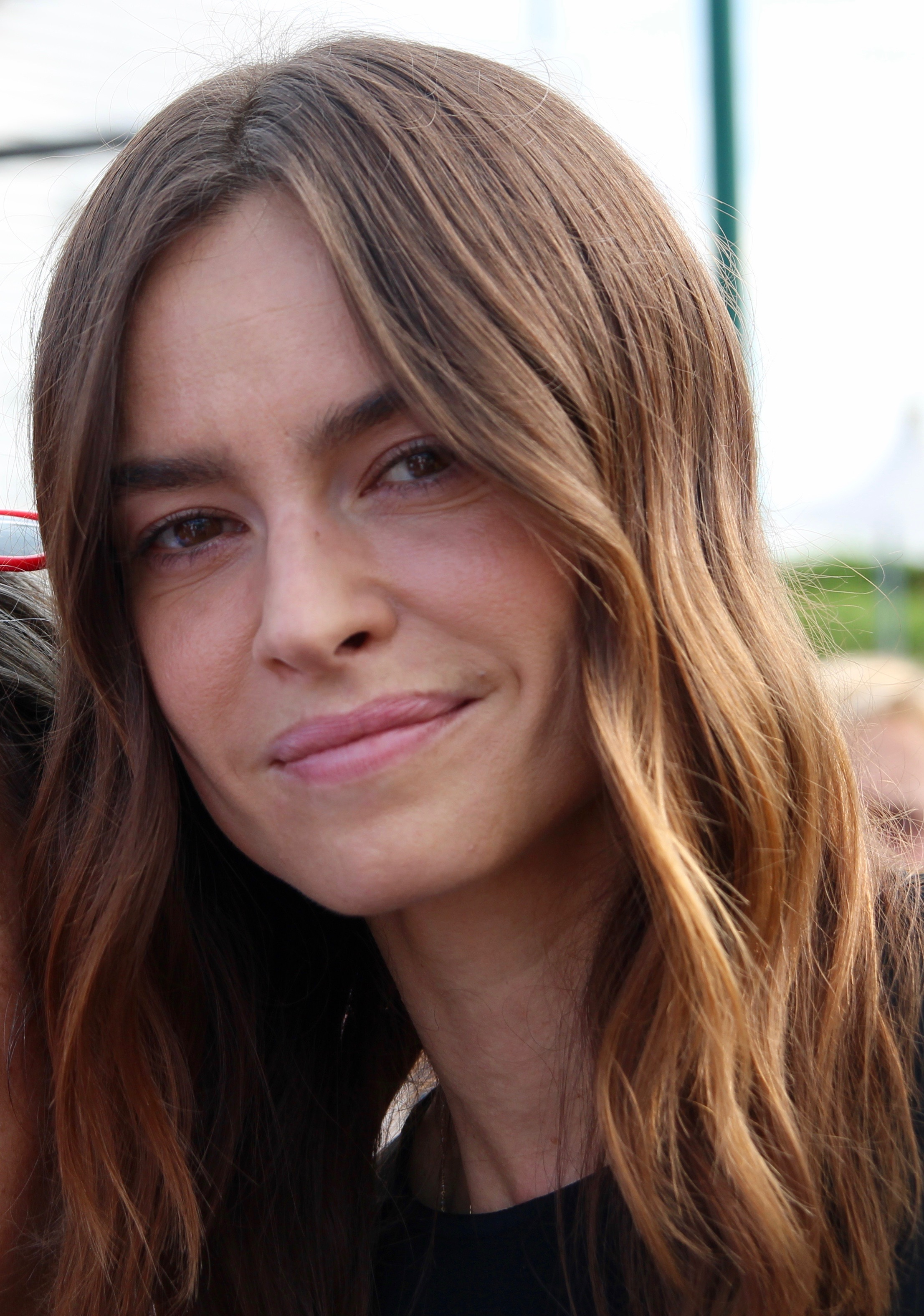
L'actrice Kasia Smutniak incarne Livie dans la série Domina.

Dans la série télévisée Moi Claude empereur diffusée en 1976, Livie apparaît comme une femme cruelle qui empoisonne tous ses rivaux afin de parvenir jusqu’au pouvoir suprême. Elle est prête à tout pour que son fils Tibère hérite de l'Empire. Dans la série, l’impératrice est incarnée par l’actrice britannique Siân Phillips.
La mère de Tibère fait également partie des personnages secondaires de la série Rome produite par HBO et diffusée de 2005 à 2007. L'impératrice, incarnée par l’actrice britannique Alice Henley, y est dépeinte comme une femme froide et calculatrice,.
Enfin, Livie est le personnage principal de la série historique Domina, diffusée à partir de mai 2021 sur la chaîne Sky Atlantic et qui décrit les luttes de pouvoir à Rome du point de vue des femmes. Dans la série, l'impératrice est incarnée par l'actrice polonaise Kasia Smutniak.

Interrogée sur ce rôle lors du tournage en 2019, l'actrice déclare : 

« Je suis ravie de jouer un personnage aussi complexe que Livia Drusilla. En tant que pionnière dans la défense des droits des femmes, elle était une femme dure qui était à la fois crainte et chérie, et assez forte pour sceller le sort de l'Empire romain. »

### Littérature
Livie est le personnage central de I am Livia, une fiction historique de Phyllis T. Smith (2014).

### Bande dessinée
Livie est un personnage de la série Alix Senator.

### Sources antiques
- (la) Velleius Paterculus (19 av. J.-C. à 31 ap. J.-C.), Histoire romaine, livre 2.
- (la) Tacite (55 à 116 ap. J.-C.), Annales.
- (la) Suétone (70 à 140 ap. J.-C.), Vies des douze Césars, Auguste, Tibère, Caligula, Claude, Galba.
- Dion Cassius (150 à 235 ap. J.-C.), Histoire romaine, livres 48 à 60.

### Études
- (en) Anthony A. Barrett, Livia, First Lady of imperial Rome, New Haven, Londres, Yale University Press, 2002, 425 p.
- (de) Claudia-Martina Perkounig, Livia-Drusilla – Iulia Augusta, Das politische Porträt der ersten Kaiserin Roms, Vienne, Böhlau Verlag, 1995, 240 p.
- (en) John P.V.D. Balsdon, Roman Women, Their History and Habits, Londres et Sydney : The Bodley Head, 1974 (1962), p. 63 à 96.
- (en) Richard A. Bauman, Women and Politics in ancient Rome, Londres, Routledge, 1992, p. 99 à 156.
- (de) Hildegard Temporini-Graefin Vitzhum, Die iulische Familie : Frauen neben Augustus und Tiberius, in Hildegard Temporini-Graefin Vitzhum (ed.), Die Kaiserinnen Roms : von Livia bis Theodora, München : Beck, 2002, p. 30-102.
- (en) Susan Wood, Imperial Women: a Study in public Image, Leyde, Brill, 1999, p. 75 à 141.
- (fr) Regula Frei-Stolba, «Recherches sur la position juridique et sociale de Livie, l’épouse d’Auguste», in R. Frei Stolba et A. Bielman (éd.), Femmes et vie publique dans l’Antiquité gréco-romaine, Études de Lettres, 1998, 1, p. 65 à 89.
- (en) Nicolas Purcell, Livia and the Womanhood of Rome, in Proceedings of the Cambridge Philological Society, 1986, 32, p. 78-105.